# Хелмщат
Хелмщат (на немски: Helmstatt) е благорднически род, който от 13. век има собствености в Крайхгау и Оденвалд, по-късно и в Лотарингия. От фамилията Хелмщат има множество епископи на Шпайер.